# Юнак (футбольный клуб, Дрогобыч)
«Юнак» — польский футбольный клуб, представлявший город Дрогобыч (ныне Украина). Существовал с 1931 до осени 1939 года.

## История
В 1922 году спортивный клуб «Чарни» основан в Дрогобыче. В 1930 году он изменил название на «Стзелец», а позднее на «Юнак» в 1931. За первые несколько лет новая команда не добилась ничего существенного в польском футболе, отставая далеко позади команд из Львова. В марте 1937 года, капитан Мечилав Млотек из Дрогобыча польской армии был избран президентом клуба. Он был большим поклонником футбола. Используя своё влияние, Млотек организовал Юнак Совет, в том числе наиболее влиятельных граждан города, среди них был мэр.
Дрогобыч, прилегающий к городу Борислав, — один из центров добычи нефти в Польше. С помощью многочисленных заводов и местных органов власти обоих городов «Юнак» очень быстро развивался. Многие игроки были куплены из известных команд «Краковия» Краков и «Висла» Краков, весной 1939 года команда выиграла местные игры Львовского региона, победив среди прочих команд «Чарни» Львов и «Полония» Пшемысль. «Юнак» был очень популярен, около 5 тыс. болельщиков приходило смотреть игры.
За плей-офф в польскую лигу, «Юнак» обыграл несколько команд. В июне и июле 1939 года выиграли у клубов «Униа» Люблин (6:0 и 3:4), «Полицини» Лак (7:0 и 3:2) и «Стрелец-горка» Станиславов (6:1 и 0:4).
13 августа 1939 году «Юнак» сыграл первый матч в плей-офф в Познани против «Легии» (1:1). 20 августа дома сыграли вничью 0:0 со «Сласком». Следующая игра должна была состояться 10 сентября против «Смиглу» Вильно, но была отменена из-за вторжения немецких солдат в Польшу.